# ʾIʿrāb
ʾIʿrab (in arabo إِﻋْﺮَاب‎?, /ʔiʕˈraːb/) è un termine arabo che indica la suffissazione dei sostantivi, degli aggettivi e dei verbi nella lingua araba classica che ha lo scopo di esprimere la funzione grammaticale dei nomi (ossia la loro declinazione) e la specificazione del modo nei verbi. Questi suffissi sono scritti nei testi completamente vocalizzati, in particolare nel Corano e nei testi destinati ai bambini o ai discenti della lingua araba, e sono espressi quando un testo è letto ad alta voce, ma non sopravvivono in nessuno dei dialetti arabi. Anche nell'arabo letterario questi suffissi spesso non sono pronunciati, e sono quindi detti in pausa (ٱلْوَقْف al-waqf), quando una parola si trova alla fine di una frase o comunque prima di una pausa; in particolare, il suffisso -n della nunazione cade sempre in fine di frase o di verso poetico, al contrario del suffisso vocalico, conformemente alle esigenze metriche.  A seconda della propria conoscenza della ʾiʿrab, i locutori arabi possono decidere di ometterla nella lettura dell'arabo moderno standard, facendolo così diventare simile ai dialetti. Molti libri arabi per stranieri insegnano la lingua senza dare molta importanza alla ʾiʿrab: alcuni, infatti, omettono del tutto le terminazioni, altri invece si limitano ad accennarla brevemente. L'arabo senza le terminazioni dei casi può richiedere un diverso e stretto ordine dei costituenti della frase, simile a quello delle varietà parlate.

## Etimologia
L'espressione letteralmente significa 'rendere [la parola] araba'. È il maṣdar in IV forma della radice ع-ر-ب, che significa "essere fluente" e ʾiʿrab significa quindi "rendere qualcosa espresso, manifesto o eloquente". Il termine è anche imparentato con la stessa parola arabo.

## I casi
Il caso non è mostrato nell'ortografia usuale, con l'eccezione dell'accusativo indefinito di tutti i sostantivi a meno che non terminino in ة tāʾ marbūṭa o ا ʾalif seguita da ء hamza; questo accusativo aggiunge il suffisso -a(n) che "siede" sulla lettera precedente una ʾalif aggiunta alla fine della parola (questa ʾalif di accusativo è presente anche nei testi non vocalizzati). I casi, comunque, sono segnati nel Corano, nei libri per bambini e dove si voglia disambiguare. Ulteriori informazioni sui tipi di declinazioni sono mostrati più avanti con esempi. Le terminazioni dei casi non sono pronunciate in pausa e nell'arabo meno formale. Da notare che nell'arabo vocalizzato le terminazioni dei casi possono essere scritte anche se non sono effettivamente pronunciate. Alcuni testi di arabo come lingua straniera e libri per bambini omettono le terminazioni dei casi anche nell'arabo vocalizzato, permettendo così entrambi i tipi di pronuncia.

### Nominativo
Il nominativo (ٱلْمَرْفُوعُ al-marfūʿ oppure ٱلرَّفْع ar-rafʿ) è usato in varie situazioni:
- per il soggetto di una frase verbale.
- per il soggetto e il predicato di una frase nominale, con alcune importanti eccezioni.
- per certi avverbi.
- quando una parola è citata fuori da un contesto.

Nei sostantivi singolari e nei plurali fratti è indicato da una  ضَمَّة ḍamma (-u), solitamente non scritta, nel caso la parola porti l'articolo (ossia una parola definita) o ḍamma + nunazione (-un) se la parola non porta l'articolo (ed è quindi indefinita). Il duale e il plurale maschile sano aggiungono ـَانِ -an(i) e ـُونَ -ūn(a) rispettivamente (solo ـَا -ā e ـُو -ū nello stato costrutto). Il plurale femminile sano aggiunge ـَاتُ -āt(u) alla parola definita e ـَاتٌ -āt(un) alla parola indefinita (scritti allo stesso modo).

### Accusativo
L'accusativo (ٱلْمَنْصُوب al-manṣūb oppure ٱلنَّصْب an-naṣb) ha vari usi:
- per il soggetto di una frase nominale se questa è introdotta da إن ’inna o una delle sue sorelle. Queste particelle sono congiunzioni subordinanti che richiedono che il soggetto della proposizione subordinata (complemento) sia all'accusativo.
- per il predicato di كَانَ / يَكُونُ kāna/yakūnu "essere" e le sue sorelle (ci sono 13 verbi di questo tipo).[1] Quindi, ٱلْبِنْتُ جَمِيلَةٌ al-bintu ǧamīlatun 'la ragazza è bella' ma ٱلْبِنْتُ كَانَتْ جَمِيلَةً al-bintu kānat ǧamīlatan 'la ragazza era bella' (da notare che "bella" è scritto nello stesso modo in entrambi i casi).
- sia per il soggetto che per il predicato di ظَنَ ẓanna e le sue sorelle in una frase nominale
- per il complemento dei verbi del tipo "sembrare"
- per l'oggetto diretto di un verbo transitivo
- per la maggior parte degli avverbi
- per le semi-preposizioni
- per l'oggetto interno e strutture accusativali simili
- per l'accusativo di specificazione (al-tamyīz, ٱلتَّمْيِيزُ).
- per l'accusativo di scopo (al-mafʿūl li-ʾaǧlihi, ٱلْمَفْعُولُ لِأَجْلِهِ).
- per l'accusativo circostanziale (al-ḥāl, ٱلْحَال).
- per l'oggetto di كَمْ kam 'quanto/quanti'.
- per i numeri cardinali e ordinali da 11 e 13-19
- i numeri 11–99
- per l'esclamazione dello stupore; ad esempio mā ʾaǧmalahā!, !مَا أَجْمَلَهَا 'oh, come è bella!'
- per il primo termine di un costrutto vocativo: يَا عبدَ اللهِ yā ʿabd-a-llah! "oh, Abdallah!"
- nomi che seguono particelle eccettuative in frasi non negative
- per un nome che segua la negazione assoluta لَا lā "no".

Nei sostantivi singolari e nel plurale fratto è segnato da una فَتْحَة fatḥa (-a) solitamente non scritta per le parole definite e da fatḥa + nunazione (-an) per quelle indefinite. Nell'accusativo indefinito alla fatḥa + nunazione si aggiunge una ʾalif, ـًا, che si aggiunge a tutti i sostantivi che non terminino con ʾalif seguita da hamza o con tāʾ marbūṭa. Da notare che questo è l'unico caso (se la ʾalif è scritta), che appare nell'arabo scritto non vocalizzato (ad esempio بَيْتاً bayt-an). Il duale e il plurale maschile sano prendono la terminazione ـَيْنِ -ayn(i) e ـِينَ -īn(a) rispettivamente (scritti nello stesso modo!) (ـَيْ -ay e ـِي -ī nello stato costrutto, di nuovo scritti nello stesso modo). Il plurale femminile sano aggiunge ـَاتِ -āt(i) nelle parole definite e -āt(in) in quelle indefinite (scritte uguali). Alcune forme di accusativo indefinito sono obbligatorie anche nell'arabo parlato e in pausa; talvolta -an si semplifica in una semplice -a in pausa o nell'arabo parlato.
I nomi diptoti non prendono mai la ʾalif nell'arabo scritto e non si pronunciano mai con la desinenza -an.

### Caso obliquo
Il caso obliquo (ٱلْمَجْرُورُ al-maǧrūr oppure ٱلجَرّ al-ǧarr) si usa:
- per i nomi che dipendono dalle preposizioni
- per il secondo, il terzo, il quarto, ecc., termine di una ʾiḍāfa إِضَافَةٌ (stato costrutto)
- per l'oggetto di un avverbio locativo
- anche gli aggettivi elativi (comparativi/superlativi) si comportano in modo simile: أَطْوَلُ وَلَدٍ ʾaṭwalu waladin 'il ragazzo più alto'.

Nei nomi singolari e nei plurali fratti è indicato da una كَسْرَة kasra (-i) solitamente non scritta per le parole definite e da kasra + nunazione (-in) per le parole indefinite. Il duale e il plurale maschile sano aggiungono ـَيْنِ -ayn(i) e ـِيْنَ -īn(a) rispettivamente (scritti nello stesso modo!) (ـَيْ -ay e ـِي -ī nello stato costrutto, di nuovo scritti nello stesso modo). Il plurale sano femminile aggiunge ـَاتِ -āt(i) alle parole definite e ـَاتٍ -āt(in) a quelle indefinite (scritte nello stesso modo).
Nota: i nomi diptoti prendono una fatḥa (-a) nel caso obliquo e non hanno mai la nunazione.
Nota: non esiste il caso dativo; in suo luogo è usata la preposizione لـِ li-.

## Tipi di declinazione

### Nomi a declinazione completa (triptoti)
Per i nomi che possiedono la declinazione completa (مُنْصَرِفٌ munṣarif), cioè che hanno tre terminazioni separate, i suffissi sono -u, -a, -i per nominativo, accusativo e caso obliquo rispettivamente, con l'aggiunta della /n/ finale (nunazione o tanwīn) che produce -un, -an e -in quando la parola è indefinita. Questi nomi sono detti triptòti.
Questo sistema si applica alla maggior parte dei nomi singolari. Si applica anche ai femminili che terminano in ة -a/-at (tā’ marbūṭa) e ء hamza, ma in questi ultimi la ا ʾalif dell'accusativo non è scritta. Si applica anche a vari plurali fratti. Quando una parola termina in -a/-at (tāʾ marbūṭa) la t si pronuncia quando si aggiunge la marca del caso; quindi, رِسَالَة ("messaggio, lettera") è pronunciato risāla in pausa, ma diventa رِسَالَةٌ risālatun, رِسَالَةً risālatan e رِسَالَةٍ risālatin con le terminazioni dei casi (tutti normalmente scritti رسالة quando non sono vocalizzati).
La /n/ finale cade quando la parola è preceduta dall'articolo determinativo al-. La /n/ cade anche quando un nome è in ʾiḍāfa (stato costrutto), ossia quando è seguito dal caso obliquo. Quindi:
Nominativo (مَرْفُوعٌ marfūʿ; letteralmente "sollevato"):
baytun بَيْتٌ una casa

al-baytu la casa

baytu r-raǧuli بَيْتُ ٱلرَّجُلِ la casa dell'uomo

Accusativo (مَنْصُوبٌ manṣūb); letteralmente "eretto"):
baytan بَيْتًا una casa

al-bayta ٱلْبَيْتَ la casa

bayta r-raǧuli بَيْتَ ٱلرَّجُلِ la casa dell'uomo

Caso obliquo (مَجْرُورٌ maǧrūr; letteralmente "trascinato"):
baytin بَيْتٍ di una casa

al-bayti ٱلبَيْتِ della casa

bayti r-raǧuli بَيْتِ ٱلرَّجُلِ della casa dell'uomo

La /n/ finale cade anche nella poesia classica alla fine di un distico e la vocale della terminazione è pronunciata lunga.

### Diptoti
Alcuni nomi singolari (compresi alcuni nomi propri di luoghi) e alcuni tipi di plurali fratti sono detti diptòti (ٱلْمَمْنُوعُ مِنْ ٱلصَّرْفِ al-mamnūʿ min aṣ-ṣarf, letteralmente "vietati dalla declinazione"), cioè che hanno solo due terminazioni di caso.
Quando il nome è indefinito le terminazioni sono -u per il nominativo e -a per l'accusativo e il caso obliquo senza nunazione. Il caso obliquo ritorna alla normale -i quando il nome diventa definito (cioè preceduto da al- o se si trova in stato costrutto).
I diptoti nello scritto non prendono mai la ʾalif finale nell'accusativo.

### Plurale maschile sano
Nel plurale maschile sano (ٱلْجَمْعُ ٱلْمُذَكَّرُ ٱلسَّالِمُ al-ǧamʿ al-muḏakkar as-sālim), generalmente proprio di esseri umani maschi, i suffissi sono rispettivamente ـُونَ -ūna e ـِينَ -īna. In questo caso non ci sono modifiche sia che ال al- preceda il nome oppure no. La -a finale cade solitamente nel parlato. Nell'arabo meno formale soltanto -īna è utilizzato per tutti i casi e la -a finale cade se è in pausa.
La terminazione ن -na cade quando il nome è in ’iḍāfa (stato costrutto). Quindi:
Nominativo:
وَالِدُونَ wālidūna genitori (più di due)

ٱلْوَالِدُونَ al-wālidūna i genitori

وَالِدُو ٱلرِّجَالِ wālidū r-riǧāli i genitori degli uomini

Accusativo e caso obliquo:
وَالِدِينَ wālidīna (di) genitori

ٱلْوَالِدِينَ al-wālidīna i/dei genitori

وَالِدِي ٱلرِّجَالِ wālidī r-riǧāli i/dei genitori degli uomini

Nota: la terminazione ـِينَ -īna è scritta uguale a ـَيْنِ -ayni (vedi sopra).

### Plurale femminile sano
Nel caso del plurale femminile sano (ٱلْجَمْعُ ٱلْمُؤَنَّثُ ٱلسَّالِمُ al-ǧamʿ al-mu’annaṯ as-sālim), i suffissi sono rispettivamente ـَاتٌ, ـَاتُ -ātu(n) e ـَاتٍ, ـَاتِ -āti(n) (scritti nello stesso modo). La n compare solo se il nome è indefinito (non preceduto da al-). Di nuovo, la vocale finale cade nel parlato e in pausa, lasciando solo ـَات -āt, identico nella pronuncia per tutti i casi.
La n finale cade quando il nome è in ʾiḍāfa (stato costrutto)
Nominativo:
مُدَرِّسَاتٌ mudarrisātun insegnanti (femmine)

ٱلْمُدَرِّسَاتُ al-mudarrisātu le insegnanti

مُدَرِّسَاتُ ٱلْأَوْلَادِ mudarrisātu l-ʾawlādi le insegnanti dei bambini

Accusativo e caso obliquo:
مُدَرِّسَاتٍ mudarrisātin (di) insegnanti (femmine)

ٱلْمُدَرِّسَاتِ al-mudarrisāti le/delle insegnanti

مُدَرِّسَاتِ ٱلْأَوْلَادِ mudarrisāti l-ʾawlādi le/delle insegnanti dei bambini

### Altri paradigmi flessivi
Duali - i nomi al duale indicano due unità. Si declinano in modo molto simile al plurale sano maschile perché non sono caratterizzati per determinatezza e all'accusativo e al caso obliquo hanno la stessa forma. Al nominativo la terminazioni è -āni e per l'accusativo e il caso obliquo -ayni. Un esempio è "genitori", che dà rispettivamente wālidāni e wālidayni.
ٱسْمُ ٱلْمَنْقُوصِ ism al-manqūṣ (nomi difettivi che terminano in yāʾ ) - Questi nomi hanno un comportamento differente dovuto all'instabilità della vocale finale. Quando sono indefiniti prendono una -in finale al nominativo e al caso obliquo e -iyan all'accusativo. Quando invece sono definiti terminano in -ī al nominativo e al caso obliquo e -iya all'accusativo. I grammatici hanno ipotizzato che questi nomi in origine fossero dei regolari triptoti ma dei processi mrofo-fonotattici li abbiano resi diptoti. Un esempio è "giudice" che è qāḍin, qāḍiyan rispetto a al-qāḍī, al-qāḍiya rispettivamente. Inoltre, un nome può essere sia ism al-manqūṣ che diptoto: ad esempio, layālin "notti", è un plurale fratto con vocale finale instabile; con le desinenze di caso diventa layālin, layāliya e al-layālī, al-layāliya.
ٱسْمُ ٱلْمَقْصُورِ ism al-maqṣūr (nomi difettivi che terminano con ʾalif o ʾalif maqṣūra) - Questi nomi, come i loro parenti prossimi ism al-manqūṣ, hanno anch'essi un comportamento diverso causato dall'instabilità della vocale finale. Sono caratterizzati solo per determinatezza, poiché processi morfosintattici hanno causato la totale perdita delle distinzioni di caso. Quando sono indefiniti prendono -an, che "siede" su una ʾalif maqṣūra o talvolta una normale ʾalif. Se definiti invece non prendono desinenze, mantenendo la propria ʾalif o ʾalif maqṣūra. Un esempio è "ospedale", che è mustašfan e al-mustašfā rispettivamente. I nomi che sono sia ism al-maqṣūr che diptoti sono indeclinabili.
Indeclinabili - I nomi indeclinabili sono solitamente prestiti stranieri che terminano in ʾalif o nomi che terminano con una ʾalif o ʾalif maqṣūra aggiuntiva (quando questa ʾalif o ʾalif maqṣūra non fa parte della radice). Inoltre, anche i nomi che sono sia ism al-maqṣūr che diptoti fanno parte di questa categoria. Esistono poi anche altri nomi indeclinabili con diverse terminazioni, come ad esempio i nomi propri che escono in -ayhi, come Sībawayhi (pronunciato solitamente /sebæˈweː/ in dialetto egiziano). Un esempio è il nome frequente fuṣḥā (al-fuṣḥā), che significa '[l'arabo] più eloquente'. Altro esempio è dunyā (al-dunyā) 'mondo'.

## Struttura della frase
Il caso preso da un nome dipende dalla sua funzione grammaticale nella frase. In arabo esistono varie strutture frasali, ognuna delle quali richiede una differente terminazione di caso. "Soggetto" non corrisponde sempre a "nominativo", né "oggetto" corrisponde sempre ad "accusativo". La frase araba si divide in due tipi principali, quella incompleta (جملة إنشائية ǧumla ʾinšāʾiyya) e quella completa (جملة خبرية ǧumla ḫabariyya). La ǧumla ʾinšaʾiyya si compone di una frase descrittiva e di una possessiva, mentre la ǧumla ḫabariyya si forma a partire dalla frase verbale (جملة فعلية خبرية ǧumla fiʿliyya ḫabariyya) e da quella nominale (جملة اسمية خبرية ǧumla ismiyya ḫabariyya). La frase incompleta non può considerarsi una proposizione vera e propria, ed è quindi utilizzata nelle frasi complete.

### Frase verbale
In una frase verbale (ٱلْجُمْلَةُ ٱلْفِعْلِيَّةُ al-ǧumla al-fiʿliyya) l'ordine è Verbo-Soggetto-Oggetto; questo è l'ordine usuale della frase in arabo classico.
In una frase verbale il soggetto è al nominativo e l'oggetto all'accusativo. Una frase di questo tipo ("questo scrittore scrisse lo scritto") si costruisce come segue (leggi da destra a sinistra):
| Frase verbale      | Frase verbale                   | Frase verbale                               | Frase verbale        |
| ------------------ | ------------------------------- | ------------------------------------------- | -------------------- |
| ruolo grammaticale | oggetto                         | soggetto                                    | verbo                |
| nome arabo         | مَفْعُولٌ بِهِ mafʿūl bihi            | فَاعِلٌ fāʿil                                  | فِعْلٌ fiʿl             |
| caso               | accusativo                      | nominativo                                  | (verbo)              |
| esempio            | ٱلْمَكْتُوبَ al-maktūba (lo scritto) | هٰذَا ٱلْكَاتِبُ hāḏā l-kātibu (questo scrittore) | كَتَبَ kataba (scrisse) |

### Frase nominale
In una frase nominale (ٱلْجُمْلَةُ ٱلْاِسْمِيَّةُ al-ǧumla al-ismiyya) l'ordine è Soggetto-Verbo-Oggetto.

#### Frasi senza copula
Se il verbo è "essere" (ossia il predicato attribuisce semplicemente qualcosa al soggetto) non si esprime. Sia il soggetto che il predicato vanno al nominativo se non c'è un verbo evidente. Una frase di questo tipo ("questo scrittore è famoso") si costruisce come segue (leggi da destra a sinistra):
| Frase nominale senza verbo | Frase nominale senza verbo | Frase nominale senza verbo | Frase nominale senza verbo                  |
| -------------------------- | -------------------------- | -------------------------- | ------------------------------------------- |
| ruolo grammaticale         | predicato nominale         | (verbo assente)            | soggetto                                    |
| nome arabo                 | خَبَر ḫabar                  | (verbo assente)            | مُبْتَدَأٌ mubtadaʾ                              |
| caso                       | nominativo                 | (verbo assente)            | nominativo                                  |
| esempio                    | مَشْهُورٌ mašhūrun (famoso)    | (verbo assente)            | هٰذَا ٱلْكَاتِبُ hāḏā l-kātibu (questo scrittore) |

#### Verbo evidente
Se c'è un verbo evidente il soggetto va al nominativo e l'oggetto all'accusativo. Una frase di questo tipo ("questo scrittore scrisse il libro") si costruisce come segue (leggi da destra a sinistra): 
| Frase nominale con verbo | Frase nominale con verbo    | Frase nominale con verbo | Frase nominale con verbo                    |
| ------------------------ | --------------------------- | ------------------------ | ------------------------------------------- |
| ruolo grammaticale       | oggetto                     | verbo                    | soggetto                                    |
| nome arabo               | خَبَرٌ ḫabar                   | فِعْلٌ fiʿl                 | مُبْتَدَأٌ mubtada’                              |
| caso                     | accusativo                  | (verbo)                  | nominativo                                  |
| esempio                  | ٱلْكِتَابَ al-kitāba (il libro) | كَتَبَ kataba (scrisse)     | هٰذَا ٱلْكَاتِبُ hāḏā l-kātibu (questo scrittore) |

#### ʾinnae le sue sorelle
Esiste una classe di parole che viene detta "sorelle di ʾinna" (أَخَوَاتُ إِنَّ ʾaḫawāt ’inna) che condividono la caratteristica إِنَّ. Fra esse ci sono:
- إِنَّ – ʾinna (particella enfatica, significa circa "il caso è che")
- أَنَّ – ʾanna ('che')
- لٰكِنَّ – lākinna (ma)
- لِأَنَّ – li-ʾanna ('perché')
- كَأَنَّ – ka-ʾanna ('come se')

Se una di queste sorelle di إِنَّ introduce una frase il soggetto va all'accusativo invece che al nominativo.
Una frase di questo tipo con la particella إِنَّ ("in verità, questo scrittore scrisse il libro") si costruisce come segue (leggi da destra a sinistra):
| Frase nominale con verbo con إنّ | Frase nominale con verbo con إنّ | Frase nominale con verbo con إنّ | Frase nominale con verbo con إنّ             | Frase nominale con verbo con إنّ |
| ------------------------------- | ------------------------------- | ------------------------------- | ------------------------------------------- | ------------------------------- |
| ruolo grammaticale              | oggetto                         | verbo                           | soggetto                                    | sorella di ʾinna                |
| nome arabo                      | خَبَرٌ ḫabar                       | فِعْلٌ fi‘l                        | مُبْتَدَأٌ mubtadaʾ                              | أُخْتُ إِنَّ ʾuḫt ʾinna               |
| caso                            | accusativo                      | (verbo)                         | accusativo                                  | (sorella di ʾinna)              |
| esempio                         | ٱلْكِتَابَ al-kitāba (il libro)     | كَتَبَ kataba (scrisse)            | هٰذَا ٱلْكَاتِبَ hāḏā l-kātiba (questo scrittore) | إِنَّ ʾinna (in verità)            |

Da notare che sebbene ci sia un verbo evidente nell'esempio qui sopra, anche una frase nominale senza un verbo di questo tipo avrebbe il soggetto all'accusativo a causa della presenza di una fra ʾinna e le sue sorelle; il predicato nominale rimarrebbe però al nominativo.
Consideriamo il seguente esempio ("in verità, questo scrittore è famoso"):
| Frase nominale senza verbo con إنّ | Frase nominale senza verbo con إنّ | Frase nominale senza verbo con إنّ | Frase nominale senza verbo con إنّ           | Frase nominale senza verbo con إنّ |
| --------------------------------- | --------------------------------- | --------------------------------- | ------------------------------------------- | --------------------------------- |
| ruolo grammaticale                | predicato nominale                | (verbo assente)                   | soggetto                                    | sorella di ʾinna                  |
| nome arabo                        | خَبَرٌ ḫabar                         | فِعْلٌ fiʿl                          | مُبْتَدَأٌ mubtada’                              | أُخْتُ إِنَّ ʾuḫt ʾinna                 |
| caso                              | nominativo                        | (verbo assente)                   | accusativo                                  | (sorella di ʾinna)                |
| esempio                           | مَشْهُورٌ mašhūrun (famoso)           | (verbo assente)                   | هٰذَا ٱلْكَاتِبَ hāḏā l-kātiba (questo scrittore) | إِنَّ ʾinna (in verità)              |

#### Con le sorelle dikāna
Il verbo kāna (كَانَ) e le sue sorelle (أَخَوَاتُ كَانَ ʾakhawāt kāna) formano una classe di 13 verbi che esprimono tempo/durata di azioni, stati ed avvenimenti.
Le frasi che usano questi verbi sono considerate nominali dalla grammatica araba, ossia non un tipo di frase verbale. Sebbene l'ordine sembri essere Verbo-Soggetto-Oggetto senza che ci sia un altro verbo nella frase un verbo, bisogna tenere presente che è possibile avere una frase nella quale l'ordine è Soggetto-Verbo-Oggetto. Una frase di questo tipo mostra chiaramente un ordine Soggetto-Verbo-Oggetto.
Fra le sorelle di kāna ci sono:
- كَانَ – kāna ('essere stato')
- لَيْسَ – laysa ('non essere')
- مَا زَالَ – mā zāla  ('ancora'; letteralmente, 'non ha smesso di essere')
- أَصْبَحَ – ʾaṣbaḥa ('raggiungere uno stato, diventare')
- ظَلَّ – ẓalla ('restare')

Se una di queste sorelle di كَانَ inizia una frase il soggetto va al nominativo e l'oggetto all'accusativo; da notare che, a causa di questo, in arabo esistono contrapposizioni del tipo [l'uomo]NOM è [un medico]NOM al presente, ma [l'uomo]NOM era [un medico]ACC al passato.
Una frase di questo tipo che utilizzi كَانَ ("questo scrittore era famoso") si costruisce come segue (leggi da destra a sinistra):
| Frase nominale con كان | Frase nominale con كان   | Frase nominale con كان | Frase nominale con كان                      | Frase nominale con كان |
| ---------------------- | ------------------------ | ---------------------- | ------------------------------------------- | ---------------------- |
| ruolo grammaticale     | predicato nominale       | (verbo assente)        | soggetto                                    | sorella di kāna        |
| nome arabo             | خَبَرٌ ḫabar                | (verbo assente)        | ٱسْمٌ ism                                     | أُخْتُ كَانَ ʾuḫt kāna      |
| caso                   | accusativo               | (verbo assente)        | nominativo                                  | (sorella di kāna)      |
| esempio                | مَشْهُوراً mašhūran (famoso) | (verbo assente)        | هٰذَا ٱلْكَاتِبُ hāḏā l-kātibu (questo scrittore) | كَانَ kāna (era)         |

In una frase con un verbo esplicito la sorella di kāna esprime l'aspetto per un verbo reale. Una frase come كَانَ ٱلْكَاتِبُ يَكْتُبُ ٱلْكِتَابَ (era lo.scrittore scrive il.libro, 'lo scrittore stava scrivendo il libro'), ad esempio, ha sia (يَكْتُبُ) che la sorella di kāna che indica l'aspetto imperfettivo del verbo principale.

## Verbi
Anche il non-passato porta dei suffissi vocalici che determinano il modo del verbo. Esistono sei modi in arabo classico:
- yaktubu, indicativo (مَرْفُوعٌ marfūʿ ), significa "egli scrive" e sayaktubu significa "egli scriverà"
- yaktuba, congiuntivo (مَنْصُوبٌ manṣūb), è usato in frasi come "in modo che scriva"
- yaktub, apocopato o iussivo (مَجْزُومٌ maǧzūm, letteralmente "troncato"), significa 'che scriva!'. Quando richiesto da eufonia, ossia quando è seguito da due consonanti, può diventare yaktubi
- uktub, imperativo, significa "scrivi!"
- yaktubanna, energico I; il suo significato dipende dal prefisso che gli si aggiunge, ma spesso significa "deve scrivere"
- yaktuban, energico II; il suo significato dipende dal prefisso che gli si aggiunge, ma spesso significa "dovrebbe scrivere"

Tutte e tre le prime forme sono scritte يكتب nell'arabo non vocalizzato e la vocale finale non è pronunciata in pausa e nell'arabo informale uniformando la pronuncia in yaktub.
I grammatici arabi hanno paragonato l'indicativo con il nominativo dei nomi, il congiuntivo con l'accusativo e l'apocopato con il caso obliquo, come indicato dai loro nomi (l'unica coppia che non ha piena corrispondenza nel nome è quella apocopato/caso obliquo, probabilmente perché la -i solitamente cade). Non è chiaro se ci sia un'effettiva connessione storica o la somiglianza sia solo una coincidenza causata dal fatto che in arabo esistono solo tre timbri vocalici.